# Papiro 113

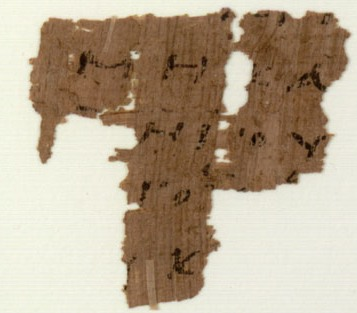
Papiro 113.

El Papiro 113 (en la numeración Gregory-Aland) designado como {\displaystyle {\mathfrak {P}}}113, es una copia antigua de una parte del Nuevo Testamento en griego. Es un manuscrito en papiro de la Epístola a los romanos y contiene la parte de Romanos 2:12-13; 2:29. Ha sido asignado paleográficamente al siglo III.
El texto griego de este códice es un representante del Tipo textual alejandrino, también conocido neutral o egipcio. Aún no ha sido relacionado con una Categoría de los manuscritos del Nuevo Testamento.
Este documento se encuentra en la biblioteca Sackler de la Universidad de Oxford (Papyrology Rooms, P. Oxy. 4497), en Oxford.

### Lectura recomendada
- W. E. H. Cockle, The Oxyrhynchus Papyri LXVI (London: 1999), pp. 7–8.
- Comfort, Philip W.; David P. Barrett (2001). The Text of the Earliest New Testament Greek Manuscripts. Wheaton, Illinois: Tyndale House Publishers. pp. 661-662. ISBN 978-0-8423-5265-9.